# Liriomyza brassicae
Liriomyza brassicae är en tvåvingeart som först beskrevs av Riley 1885.  Liriomyza brassicae ingår i släktet Liriomyza och familjen minerarflugor. Inga underarter finns listade i Catalogue of Life.